# Langenbrettach
Langenbrettach  est une commune de Bade-Wurtemberg (Allemagne), située dans l'arrondissement de Heilbronn, dans la région de Heilbronn-Franconie, dans le district de Stuttgart.
La commune est composée des villages Brettach et Langenbeutingen.

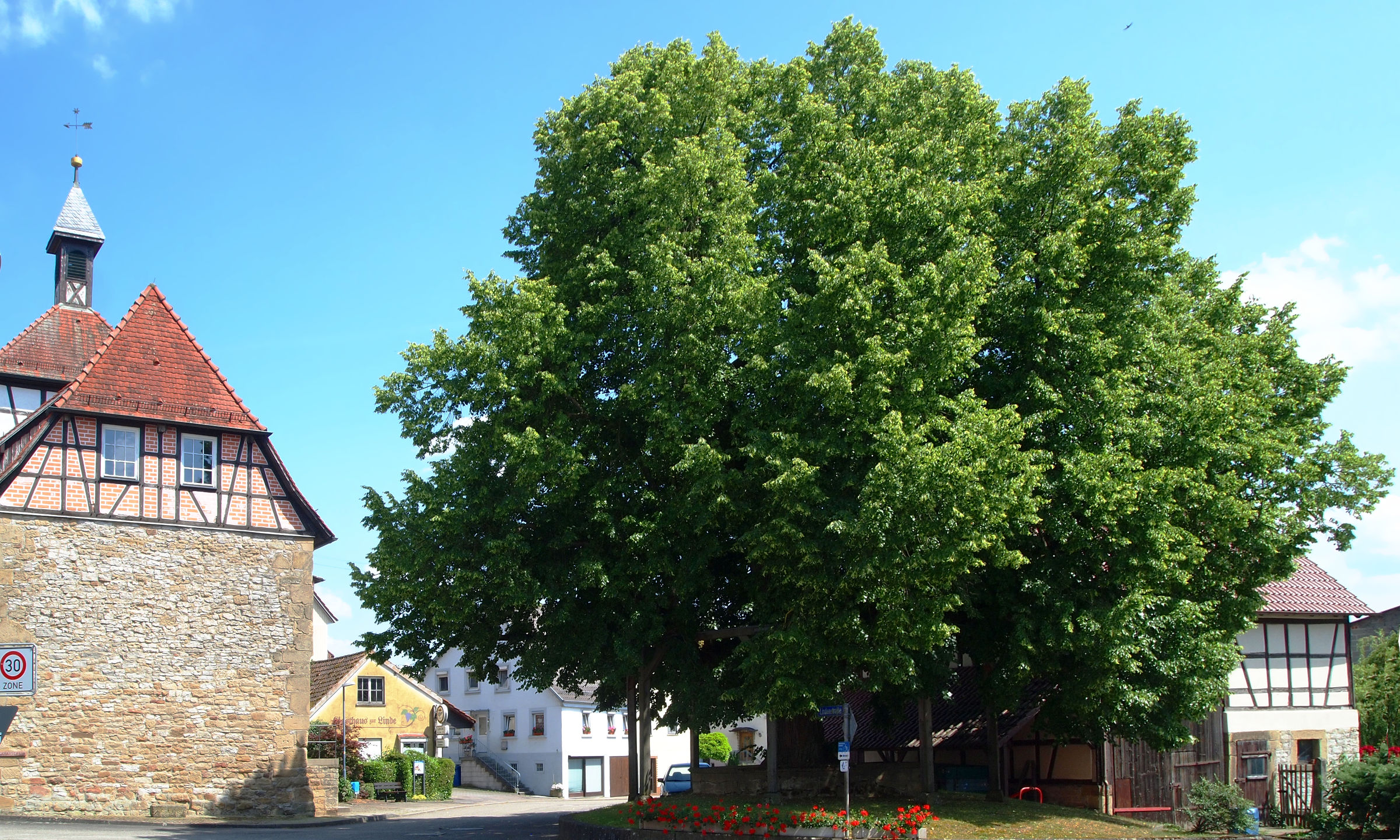
Église basse et tilia de famine